# Lagoa Santa, Goiás
Lagoa Santa là một đô thị thuộc bang Goiás, Brasil. Đô thị này có diện tích 458,865 km², dân số năm 2007 là 965 người, mật độ 2,1 người/km².